# John Eckert
Pour les articles homonymes, voir Eckert.
John Adam Presper "Pres" Eckert Jr., né le 9 avril 1919 à Philadelphie en Pennsylvanie et mort le 3 juin 1995  à Bryn Mawr en Pennsylvanie, était un ingénieur et un pionnier américain de l’informatique. Avec John William Mauchly, il a inventé le premier ordinateur électronique numérique multi-usage, l’ENIAC, enseigné le premier cours d’informatique à la Moore School of Electrical Engineering (en), fondé la première société commerciale d’informatique, la Eckert-Mauchly Computer Corporation (en), et conçu le premier ordinateur commercial américain, l’UNIVAC qui comportait l’une de ses inventions, la mémoire à ligne de délai à mercure.

## Études
John Eckert Jr. est le fils de John Eckert, un riche promoteur immobilier. Il a passé son enfance dans une grande maison de Germantown, un quartier de Philadelphie en Pennsylvanie. Il était conduit par un chauffeur à l’école primaire William Penn Charter School (en). Au lycée, il a rejoint le club d’ingénierie de Philadelphie et passait ses après-midis au laboratoire d’électronique de l’un des inventeurs de la télévision, Philo Farnsworth, à Chestnut Hill (Philadelphie, Pennsylvanie). Il fut classé second de son pays au tests du College Board dans la section mathématiques.
Eckert s'est d'abord lancé dans des études commerciales à la Wharton School de l’Université de Pennsylvanie, avec l’encouragement de ses parents, mais en 1937 il rejoint la Moore School of Electrical Engineering (en). En 1940, à l’âge de 21 ans, il déposa son premier brevet : Light Modulating Methods and Apparatus,.
À Moore School, Eckert participa aux recherches sur la synchronisation des radars, améliora la vitesse et la précision de l’analyseur différentiel de la Moore School et, en 1941, il devint assistant de laboratoire pour un cours d’été en électronique pour l’entrainement à la défense proposé via la Moore School par le Département de la Guerre des États-Unis.

## L’invention de l’ENIAC
Le docteur John Mauchly, alors directeur du département de physique de l’Ursinus College situé à proximité, était étudiant du cours d’été en électronique. L’automne suivant, il obtient un poste d’enseignant à Moore School. La proposition de Mauchly de construire un ordinateur numérique électronique en utilisant des tubes à vide, bien plus rapides et précis que les analyseurs différentiels utilisés pour calculer les tables balistiques pour l’artillerie, a suscité l’intérêt du correspondant militaire de Moore School, le lieutenant Herman Goldstine. Le 9 avril 1943, la proposition a été présentée formellement lors d’une réunion au laboratoire d’essais d’Aberdeen (Aberdeen Proving Ground) au directeur, le Colonel Leslie Simon, à Oswald Veblen, et d’autres. Un contrat a été établi pour la construction par Moore School de la machine de calcul proposée, qui serait nommée ENIAC et Eckert fut nommé ingénieur en chef du projet. L’ENIAC fut terminé fin 1945 et révélé au public en février 1946.

## Esprit d’entreprise
Eckert et Mauchly quittèrent tous deux Moore School en mars 1946, à la suite d'une dispute concernant l’attribution des droits de propriété intellectuelle des développements effectués à l’université. Cette année-là, l’Université de Pennsylvanie a adopté une nouvelle politique de brevet pour protéger les recherches qu'elle sponsorisait et cette politique aurait nécessité qu'Eckert et Mauchly assignent leur brevets à l’Université s'ils étaient restés après le mois de mars. L’arrangement d’Eckert et Mauchly avec l’Université de Pennsylvanie était qu'ils conservaient les droits du brevet de l’ENIAC, mais que l’université pouvait accorder une licence au gouvernement et aux organisations non commerciales. L’université souhaitait changer l’arrangement de sorte à pouvoir bénéficier également des droits de licence commerciales pour le brevet.

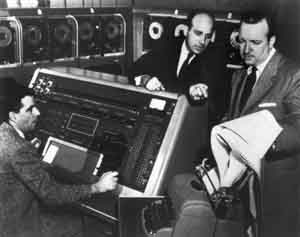
Une démonstration de l’UNIVAC I

Dans les mois suivants, Eckert et Mauchly fondèrent l’Electronic Control Company (en), la société qui construisit le Binary Automatic Computer (BINAC). L’une des principales nouveautés de cette machine, qui a été utilisée dès août 1950, était que les données étaient stockées sur bande magnétique. Electronic Control Company (en) devint ensuite la Eckert-Mauchly Computer Corporation (en) et elle reçut une commande du National Bureau of Standards pour la construction de l’Universal Automatic Computer (UNIVAC). En 1950, la Eckert-Mauchly Computer Corporation (en) connut des difficultés financières et fut rachetée par la Remington Rand Corporation. L’UNIVAC I fut terminé le 21 décembre 1950.

## Suite de sa carrière
Eckert resta chez Remington Rand et devint un cadre de la société. Il continua à travailler chez Remington Rand alors que la société fusionnait avec Burroughs Corporation pour devenir Unisys en 1986. En 1989, Eckert prit se retraite de Unisys mais continua à intervenir comme consultant pour la société. Il décéda d’une leucémie à Bryn Mawr en Pennsylvanie en 1995.
Quelques historiens de l’informatique, et Eckert lui-même, estimaient que le terme d’architecture von Neumann aurait dû s'appeler l’Architecture Eckert, car le concept de programme enregistré avait déjà été développé par Eckert et Mauchly à la Moore School au moment où John von Neumann arriva sur le devant de la scène, dans les années 1944-1945. La prétention d'Eckert selon laquelle von Neumann se serait injustement attribué la paternité de l'ordinateur à programme enregistré a notamment été soutenue par Jean Bartik, l'une des programmeuses originales de l'ENIAC.